# João, o Misericordioso
São João Esmoler (Amatunte, 550 - 11 de Novembro de 619),  é um santo cristão de famílias nobres de Chipre que foi Patriarca de Alexandria e ficou famoso pela sua santidade e caridade. 
Conta-se que uma linda mulher lhe apareceu representando a Caridade e lhe disse : "Eu sou a filha mais velha do Senhor Rei. Se você for meu amigo eu o levarei a Ele". Assim ele seguiu sistematicamente a política de "Esmoler" (aquele que dá esmolas) até à sua morte. Ninguém era insignificante para não ter a sua atenção. Proibiu todos os que trabalhavam para ele de receberem presentes, que considerava uma forma de suborno e acabou com a corrupção em sua diocese.
As suas relíquias foram levadas para Constantinopla e lá ficaram até que o Imperador as presenteou ao rei da Hungria. Elas então foram levadas para Tall, perto de Bratislava (Pressburg), e em 1632 foram trasladadas para um santuário na Catedral de Pressburg, onde estão até hoje.
Na iconografia, ele é mostrado com uma carteira ou com um rosário em suas mãos. Algumas vezes é mostrado dando esmolas a um aleijado.